# Équipe d'Uruguay de football à la Copa América 1953
L'équipe d'Uruguay de football à la Copa América 1953 participe à sa 21e Copa América lors de cette édition 1953 qui se tient à Lima au Pérou du 22 février au 1er avril 1953.

## Résultats
Les sept équipes participantes sont réunies au sein d'une poule unique où chaque formation rencontre une fois ses adversaires. À l'issue des rencontres, l'équipe classée première remporte la compétition.
|   | Équipe   | Pts | J | G | N | P | BP | BC | Diff |
| - | -------- | --- | - | - | - | - | -- | -- | ---- |
| 1 | Brésil   | 8   | 6 | 4 | 0 | 2 | 15 | 6  | +9   |
| 2 | Paraguay | 8   | 6 | 3 | 2 | 1 | 11 | 6  | +5   |
| 3 | Uruguay  | 7   | 6 | 3 | 1 | 2 | 15 | 6  | +9   |
| 4 | Chili    | 7   | 6 | 3 | 1 | 2 | 10 | 10 | 0    |
| 5 | Pérou    | 7   | 6 | 3 | 1 | 2 | 4  | 6  | -2   |
| 6 | Bolivie  | 3   | 6 | 1 | 1 | 4 | 6  | 15 | -9   |
| 7 | Équateur | 2   | 6 | 0 | 2 | 4 | 1  | 13 | -12  |

| 25 février | Uruguay  | 2 | 0 | Bolivie  |
| 1er mars   | Chili    | 3 | 2 | Uruguay  |
| 12 mars    | Paraguay | 2 | 2 | Uruguay  |
| 15 mars    | Brésil   | 1 | 0 | Uruguay  |
| 23 mars    | Uruguay  | 6 | 0 | Équateur |
| 28 mars    | Uruguay  | 3 | 0 | Pérou    |

### Matchs
| 25 février 1953 | Uruguay                    | 2 – 0 | Bolivie | Estadio Nacional (Lima)                       |                                               |
| | Puente 11e · C. Romero 88e | (1 - 0) |         | Spectateurs : 45 000 Arbitrage : Charles Dean | Spectateurs : 45 000 Arbitrage : Charles Dean |
| Radiche - González, D. Rodríguez - Cardozo, Carranza ( 66e H. Romero), Vanoli - Puente, C. Romero, Méndez ( 46e Morel), Bentancor, Peláez | Équipes                    | E. Gutiérrez - González, Bustamante - Vargas, Santos, Cabrera - Brown ( Sánchez), Mena, Ugarte, López ( B. Gutiérrez), Alcón |         | Spectateurs : 45 000 Arbitrage : Charles Dean | Spectateurs : 45 000 Arbitrage : Charles Dean |

| 1er mars 1953 | Chili               | 3 – 2 | Uruguay                  | Estadio Nacional (Lima)                       |                                               |
| | Molina 5e, 55e, 67e | (1 - 0) | Morel 70e · Balseiro 81e | Spectateurs : 45 000 Arbitrage : Charles Dean | Spectateurs : 45 000 Arbitrage : Charles Dean |
| Livingstone - Farías, Álvarez - Cortés, Roldán, Sáez - Hormazábal ( Carrasco), Cremaschi, Meléndez, Molina ( Tello), Hurtado | Équipes             | Radiche - González, D. Rodríguez ( 46e Martínez) - Rivera, Carballo, Cruz - Puente, C. Romero ( 46e Quiroga), Morel, Souto, Peláez ( 46e Balseiro) |                          | Spectateurs : 45 000 Arbitrage : Charles Dean | Spectateurs : 45 000 Arbitrage : Charles Dean |

| 12 mars 1953                                                                                                  | Paraguay              | 2 – 2 | Uruguay           | Estadio Nacional (Lima)                        |                                                |
| | López 25e · Berni 52e | (1 - 1) | Balseiro 36e, 55e | Spectateurs : 35 000 Arbitrage : David Gregory | Spectateurs : 35 000 Arbitrage : David Gregory |
| Noceda - Olmedo, Herrera - Gavilán, Leguizamón, Hermosilla - Berni, Lacasa, Fernández, Romero, Gómez ( López) | Équipes               | Radiche ( 32e P. Rodríguez) - González, Martínez - Rivera, Carballo, Cruz ( 17e Vanoli) - Puente, C. Romero, Morel ( 15e Méndez), Balseiro, Peláez |                   | Spectateurs : 35 000 Arbitrage : David Gregory | Spectateurs : 35 000 Arbitrage : David Gregory |

| 15 mars 1953 | Brésil       | 1 – 0 | Uruguay | Estadio Nacional (Lima)                          |                                                  |
| | Ipojucan 87e | (0 - 0) |         | Spectateurs : 45 000 Arbitrage : Charles McKenna | Spectateurs : 45 000 Arbitrage : Charles McKenna |
| Castilho - Djalma Santos, Pinheiro - Nílton Santos, Ely, Brandãozinho ( 46e Danilo) - Julinho, Zizinho, Ipojucan, Pinga ( 56e Ademir ( 75e Baltazar)), Rodrigues | Équipes      | Radiche - González, Martínez - Rivera, Carballo, Vanoli - Puente ( 72e Souto), C. Romero, Morel ( 74e Bentancor), Balseiro, Peláez ( 83e Morán) |         | Spectateurs : 45 000 Arbitrage : Charles McKenna | Spectateurs : 45 000 Arbitrage : Charles McKenna |

| 23 mars 1953 | Uruguay                                                                         | 6 – 0 | Équateur | Estadio Nacional (Lima)                        |                                                |
| | Méndez 12e · Puente 51e · Peláez 58e · Morel 60e · C. Romero 86e · Balseiro 88e | (1 - 0) |          | Spectateurs : 35 000 Arbitrage : David Gregory | Spectateurs : 35 000 Arbitrage : David Gregory |
| Radiche - González, Martínez - Rivera, Carballo, Vanoli ( 46e Cruz) - Puente ( 49e Morel), C. Romero, Méndez, Balseiro, Peláez | Équipes                                                                         | Bonnard - Sánchez, Henríquez - Solórzano ( Zambrano), Izaguirre, Riveros ( Solís) - Marañón, Pinto ( Vargas), Balseca, Arteaga, De la Torre |          | Spectateurs : 35 000 Arbitrage : David Gregory | Spectateurs : 35 000 Arbitrage : David Gregory |

| 28 mars 1953 | Uruguay                         | 3 – 0 | Pérou | Estadio Nacional (Lima)                                |                                                        |
| | Peláez 23e, 57e · C. Romero 71e | (1 - 0) |       | Spectateurs : 45 000 Arbitrage : Mário Silveira Vianna | Spectateurs : 45 000 Arbitrage : Mário Silveira Vianna |
| Radiche - González, Martínez - Rivera, Carballo, Cruz - Morel ( 61e Bentancor), C. Romero, Souto, Balseiro, Peláez | Équipes                         | Asca - Allen, Delgado - Villamares, Heredia, Calderón - Terry ( Rivera), Drago ( Bassa), Navarrete, Barbadillo, Torres ( Castillo) |       | Spectateurs : 45 000 Arbitrage : Mário Silveira Vianna | Spectateurs : 45 000 Arbitrage : Mário Silveira Vianna |

## Navigation